# Pirates of the Caribbean: Ved verdens ende
Pirates of the Caribbean: Ved verdens ende (originaltitel: Pirates of the Caribbean: At World's End) er en adventure film fra 2007, og den tredje film i kvintetten om Pirates of the Caribbean. Filmen følger besætningen på Den Sorte Perle, som forsøger at redde Jack Sparrow (Johnny Depp) fra Davy Jones' Kiste, så de sammen kan kæmpe imod Det Ostindiske Handelsskompagni styret af Cutler Beckett (Tom Hollander) og Davy Jones (Bill Nighy), som planlægger at udrydde pirateri. Gore Verbinski instrueret denne film, som han instruerede de to andre, og filmen blev optaget i to dele, i 2005 og 2006, samtidig med den tidligere Pirates of the Caribbean: Død Mands Kiste.
Filmen fik premiere i alle engelsk-talende lande den 24. maj 2007, efter at Disney besluttede at rykke premieredatoen en dag frem end planlagt. Filmen modtog forskellig slags kritik, Ved Verdens Ende var et box office hit, og blev den bedst indtjente film i 2007 da den indtjente omkring $960 mio. og blev derfor også den næstbedst indtjente film i pentalogien efter Død Mands Kiste. Filmen blev nomineret til 2 Oscars for "Best Visual Effects" og "Best Makeup".

## Handling
Lord Cutler Beckett begynder at henrette alle, som har / har haft noget med pirateri at gøre og befaler Davy Jones til at ødelægge alle piratskibe, nu da han har magten over ham, fordi han har Jones' hjerte. For at demonstrere imod Becketts grufulde handling, begynder de fangede pirater at synge en sang, som beder de ni sørøverherrer at samle sig på Shipwrecke Cove, for at afholde "Broderskabets" fjerde møde i historien. Kaptajn Jack Sparrow, sørøverherre over Caribien, har aldrig fået fastlagt sin nye rang som sørøverherre og skal derfor møde op til dette møde. Kaptajn Barbossa tager Will, Elizabeth og Tia Dalma og nogle af det oprindelig mandskab fra den Sorte Perle med for at redde Jack. Sao Feng, sørøverherre over Singapore, har kortet som viser vej til Davy Jones' Kiste, men da Elizabeth og Barbossa forsøger at forhandle sig til kortet, bliver Sao Feng vred, fordi Will allerede har forsøgt at stjæle det fra ham tidligere. Royal Navy, der ledes af Mercer, som styres af Becketts ordre, angriber pludselig Fengs badstue. I den efterfølgende kamp forsøger Will igen at slå en handel af med Feng: I bytte for Jack, vil Will have den Sorte Perle, som han vil bruge til at dræbe Jones og redde sin far fra Den Flyvende Hollænder. Feng vil have Sparrow, så han kan give ham til Beckett, så Feng vil blive beskyttet mod Jones' pirater.
Mandskabet rejser igennem en frossen sø og sejler ned af et enormt vandfald, for at komme ind i Kisten. Under turen begynder Gibbs at forklare det mystiske "grønne lys, som viser sig i det sidste glimt af en solnedgang", hvorefter Pintel afbryder, og fortsætter historien; det betyder, at en person vender tilbage til livet. Inde i Jones' Kiste, begynder Jack om bord på den Sorte Perle at se hallucinationer om et helt mandskab, bestående af sig selv, som hver især facetterer en del af hans personlighed. Skibet bliver lidt efter trukket ud til havet af små krabbe-lignende væsener (som man regner med er blevet sendt af Tia Dalma), og Jack bliver genforenet med sine gamle skibsmedlemmer, selvom at han oprindeligt er meget imod at skulle følges med mandskabet, pga. at der i blandt besætningsmedlemmerne er fire personer, som har prøvet at dræbe ham, hvor det så faktisk lykkedes for en af dem – Elizabeth. Netop som den Sorte Perle finder en vej ud fra Kisten, opdager de at der svømmer døde sjæle rundt i vandet. Tia Dalma fortæller så, at Davy Jones var blevet udvalgt af Kalypso, Gudinde for Havet og hans elsker, til at føre de døde sjæle videre til den næste verden. Til gengæld fik Jones lov til én gang, hvert 10. år, at være sammen med sin store kærlighed, men da Kalypso en dag svigter ham, forlader den ulykkelige kaptajn sin post, og langsom bliver han forvandlet til et monster. Pludselig ser Elizabeth sin far sejle forbi i en båd, og hun finder ud af, at han faktisk er død – myrdet af Beckett, fordi han forsøgte at dolke Jones' hjerte. Han er meget rolig. Han ved godt at han selv er død, og han fortæller, at hvis Will dolker Jones' hjerte, vil han selv blive nødt til at blive kaptajn på Den Flyvende Hollænder. En sønderknust Elizabeth sværger hævn over sin far.
Den Sorte Perle og besætning forbliver fanget i Kisten, indtil at Jack efter en lille snak med to bittesmå kopier af sig selv, pludselig får tydet kortet, som siger at skibet skal kæntres om på hovedet, for at kunne vende tilbage til den levende verden. De skal vende skibet ved solnedgang, og vende tilbage til når solen står op i den levende verden, hvor et grønt lysglimt vil vise at Jack er blevet levende igen. Da de kommer tilbage finder de en lille ø, som Sao Feng angriber, og Will og Feng genoptager deres aftale. Det viser sig så, at Feng har forrådt Will og lavet en aftale med Cutler Beckett, om han skal have hele besætningen og Sorte Perle. Om bord på Endeavor nægter Jack at fortælle Beckett, hvor Broderskabets møde skal finde sted. Beckett frister nu Feng, og får Feng til at lade ham beholde den Sorte Perle til hans armada, og som betaling for dette giver Feng Sparrow sit skib tilbage, men tager Elizabeth, som han tror er Kalypso fanget i sin menneskelig form. Feng laver nu en afledningsmanøvre med at angribe Endeavor og lade Jack slippe væk. Om bord på Fengs krigsskib fortæller Feng Elizabeth, at det var det første "Broderskab", der fangede Kalypso i menneskelig form, så de kunne kontrollere havene. Feng bliver kort efter voldsomt såret af en kæmpe splint, da en kanonkugle affyret af Davy Jones under Jones' angreb på Fengs skib, smadrer igennem rummet og ødelægger en træpæl. Lige før han dør udnævner han Elizabeth som den nye kaptajn på hans skib, og sørøverherre over Singapore. Hun og resten af mandskabet bliver kort efter smidt i briggen på Den Flyvende Hollænder. Om bord er også Admiral James Norrington som i al hemmelighed forråder Beckett og befrier Elizabeth og mandskabet, da han indser konsekvenserne fra hans tidligere handlinger. De når at flygte tilbage til deres skib, selvom at Norrington bliver dræbt af Bootstrap Bill, som opdager ham.
Efter at have kapret Elizabeths skib tilbage, og dræbt vagterne om bord, begynder Will at binde enkelte fast til tønder og smide dem overbord, som et spor til Beckett, i håb om at han så vil følge efter dem. Jack fanger Will, smider ham overbord, men giver ham samtidig også hans magiske kompas, fordi Jack håber, at Beckett vil få fat i det, og derved kunne følge efter dem. Will bliver samlet op af Becketts skib og det bliver afsløret at det er Davy Jones, som står bag ved tilfangetagelsen af Kalypso. Kaptajn Elizabeth og hendes skib og besætning er nu nået til Skibbrudsbugten, men ingen af de ni andre sørøverherrer ønsker at sætte Kalypso fri. Barbossa påkalder nu Kaptajn Teague Sparrow, Bæreren af Piratkodekset og far til Jack Sparrow, fordi Barbossa mener, at en "Piratkonge" behøves for at kunne erklære krig. Elizabeth, den nyligt valgte kaptajn over Singapore, bliver valgt som "Piratkonge" efter at Jacks stemme afgør en svær valgkamp (idet at alle de andre sørøverherrer har stemt på sig selv). Elizabeth giver hurtigt ordren at de skal gøre sig klar til kamp mod Beckett. Under en forberedende aftale med Beckett og Jones, bytter Elizabeth og Barbossa, Jack ud med Will.
Barbossa narrer de andre sørøverherrer til at give deres pjasterer, som han har brug for, for at kunne befri Kalypso, som er bundet i menneskelig form som Tia Dalma. Da Barbossa udfører befrielsesritualet, fortæller Will Dalma at det var Davy Jones, hendes elsker, som forrådte hende til Broderskabet og fortalte dem, hvordan man bandt hende. Rasende over Jones' forræderi udløser hun en malstrøm, netop som den Royal Navys massive flåde dukker op i horisonten. Under kampen, slipper Jack ud af briggen, og får stjålet Død Mands Kiste. I mellemtiden slår Davy Jones Mercer ihjel og har nu nøglen til kisten, men ikke længe efter får Jack stjålet nøglen tilbage. Netop som Sorte Perle og Den Flyvende Hollænder mødes i næsten midten af malstrømmen, vier Barbossa Will og Elizabeth (han er kaptajn ved Jacks fravær); de siger kærlighedsløfter og kysser hinanden midt i kampens hede. Will går derefter ombord på Den Flyvende Hollænder, for at få kisten. Da Davy Jones sårer Will under kampen, angriber Bootstrap Bill Jones. Jack, som egentlig ville have hjertet for sin egen beskyttelse, placerer sit afbrækkede sværd i hånden på Will, og får derved Will til at dolke Jones' hjerte, og derved dræbe Jones. Efter at Jack får den grædende Elizabeth væk fra sin mand, flygter de fra Den Flyvende Hollænder. Bootstrap Bill skærer efterfølgende sin søns hjerte ud, og lægger det i Død Mands Kiste. Jack og Elizabeth slipper væk fra Hollænderen lige inden at den bliver suget ned i strømhvirvlen. Det viser sig så at Beckett aldrig havde tænkt sig at holde den aftale, som han og Jack ellers havde indgået, og at han næsten angreb den Sorte Perle. Hollænderen skyder pludselig frem fra bølgerne, med Will som dets kaptajn og dets mandskab som mennesker. Will og Sparrow kæmper nu sammen mod Becketts skibe, dræber Beckett under kampen, og tvinger flåden til at overgive sig.
Selvom at Will har reddet Hollænderen og gjort dets mandskab til mennesker igen, er han dets kaptajn, og skal derfor tilbringe de næste 10 år på havet. Han og Elizabeth får en dag sammen og fuldbyrder nu deres ægteskab på en ø, før Will må af sted på sit nye liv. Will giver dog Elizabeth Død Mands Kiste som forsikring for hans kærlighed til hende. Kort efter kaprer Barbossa igen Sorte Perle og efterlader Jack og Gibbs i Tortuga. Da Jack allerede havde tvivlet på Barbossas loyalitet, har han fjernet den inderste og midterste del af kortet, som viser vej til "Kilden til Ungdom".
Efter rulleteksterne er der et lille klip, som viser hvad der skete 10 år efter alt dette. Elizabeth og hendes og Wills 10-årige søn, står på en klippetop og kigger på solnedgangen, da der pludselig lyser et grønt glimt. Og helt ude i horisonten ses Will, om bord på Den Flyvende Hollænder, komme sejlende ind mod sin familie. Filmmanuskriptforfatteren lavede denne slutning, fordi at Elizabeth forblev tro mod Will i alle 10 år, og fordi Will gjorde sin pligt med at føre døde sjæle videre over til den anden verden, så forbandelsen blev hævet og Will blev fri af Den Flyvende Hollænder.

## Medvirkende
- Johnny Depp som Kaptajn Jack Sparrow: Sørøverherre over Caribien. Blev narret af Elizabeth Swann, som lænkede ham fast til Den Sorte Pearl alt imens de kyssede hinanden. Planen var at det kun er Jack, det farlige søuhyre Kraken var ude efter, og derfor skulle han blive tilbage. Bliver slugt af Kraken, og ender i Davy Jones' Kiste, indtil at et mandskab dykker op for at bringe ham tilbage til livet, så han kan kæmpe imod Davy Jones. Mens Jack er i Kisten, får han hallucinationer hvor han ser flere udgaver af sig selv, som præsenterer en facet af hans personlighed.
- Orlando Bloom som William "Will" Turner Jr.: Tidligere smed som nu er blevet pirat. Søn af "Bootstrap Bill" Turner, en sømand om bord på Den Flyvende Hollænder, styret af Davy Jones. Will ender med at blive kaptajn på Den Flyvende Hollænder efter at have dræbt Jones. Will håber at kunne befri sin far, og gifte sig med Elizabeth.
- Keira Knightley som Elizabeth Swann: Guvernør Swanns datter og forlovet til Will. Hun narrede Jack til at blive lænket fast til Sorte Perle, så hun og resten af mandskabet kunne slippe væk. Jack er i starten ude af stand til at tilgive hende, at hun faktisk dræbte ham, men gør det til sidst alligevel. Elizabeth bliver i midten af filmen udnævnt til Sørøverherre over Singapore af den døende Sao Feng og senere udråbt som Piratkonge af Broderskabet.
- Geoffrey Rush som Kaptajn Barbossa: Sørøverherre over Det Kaspiske Hav og var 1. styrmand under Jacks ledelse om bord på Sorte Perle, før hans mytteri mod Jack. Selvom at han blev dræbt af Jack et år tidligere, bragte Tia Dalma ham til live igen, fordi han skulle lede Will, Elizabeth og resten af mandskabet til Verdens Ende, for at befri Jack fra Davy Jones' Kiste. Rush har udtalt at han synes, at Barbossa udvikler sig til at blive mere som en snu politiker end en pirat.[1] Depp har også udtalt, at han synes, det var godt, at ham og Rush fik mere tid sammen oppe på lærredet end i den første film. "We're like a couple of old ladies fighting over their knitting needles" ("Vi er som et gamle damer, som slås over deres strikkepinde"), sagde han[2].
- Bill Nighy som lægger motion capture og stemme til Davy Jones: Spøgelsesagtig hersker over havets rige og kaptajn på Den Flyvende Hollænder, og til hvilken, Jack Sparrow mangler en gæld at betale. James Norrington får fat i hans hjerte, med det resultat, at Jones nu hører under Cutler Beckettts kommando, som tvinger ham til at dræbe Kraken. Under en kort genforening, skifter Tia Dalma, Jones tilbage til hans menneskelige form.
- Tom Hollander som Lord Cutler Beckett: Repræsentant for Det Østindiske Handelskompagni og hovedfjenden i filmen. Becketts har Davy Jones' hjerte, så han kontrollere alle verdens oceaner og syv have.
- Naomie Harris som Tia Dalma/Kalypso: En heks som rejser med Sorte Perles mandskab for at redde Jack. Hun genoplivede også Barbossa i slutningen af Død Mands Kiste, og hun er den kvinde, som Davy Jones blev forelsket i. Hun er en gudinde, som er blevet bundet i en menneskelig form af det første Piratbroderskab, fordi de troede at magten over havene skulle tilhøre en mand og ikke hende. Hun har mulighed for at genoplive døde, kaste forbandelser, voodoo og heksekunstner og er stadig i stand til dette i sin menneskelige form. Da hun blev frigivet af sin menneskelige form, bliver hun til hundredvis af krabber og en malstrøm, og hun er igen i stand til at styre havene og vejret.
- Stellan Skarsgård – William "Bootstrap Bill" Turner Sr.: Wills far, som er blevet forbandet til at skulle tjene på Den Flyvende Hollænder til evig tid. Som han langsomt mister sin menneskelige form til havet, bliver han også mere og mere skør, til sidst så meget at han næsten ikke kan genkende sin egen søn.
- Chow Yun-Fat som Kaptajn Sao Feng: Sørøverherre over Det Sydkinesiske Hav og er kaptajn på det kinesiske skib, The Empress. Han har en grim fortid sammen med Jack, men hjælper alligevel til med at redde ham fra Davy Jones' Kiste. "Sao Feng" (啸风) betyder "Hylende Vind" på kinesisk. Chow blev valgt til rollen i juli 2005, imens produktionen af 2'eren var på standby.[3] Chow formåede at spille rollen, samtidig med at han hjalp de andre skuespillere med udstyr.[4]
- Kevin McNally som Gibbs: Jacks loyale ven og overtroiske 1. styrmand.
- Jack Davenport som Admiral James Norrington: Blev forfremmet til admiral, fordi han lavede en aftale med Lord Beckett og Det Østindiske Handelskompagni efter at have stjalet Davy Jones' hjerte og byttet det med hans karriere. Han har også været forlovet med Elizabeth, og han elsker hende faktisk stadig.
- Lee Arenberg som Pintel: En smule mistænkelig og dovnet besætningsmedlem i Jacks mandskab.
- Mackenzie Crook som Ragetti: Besætningsmedlem på Sorte Perle og Pintels excentriske ven, som har et træøje.
- Jonathan Pryce som Guvernør Weatherby Swann: Guvernør af Port Royal, Jamaica. Er far til Elizabeth, og holdes fanget under Lord Becketts ordre. Bliver i midten af filmen dræbt af Lord Beckett.
- Keith Richards som Kaptajn Teague: Pirat og Vogter for Piratkodekset for Piratbroderskabet. Han er far til Jack Sparrow, og han bærer hans kones og Jacks mors skrumpehoved med ham overalt. Richards, som i begyndelsen faktisk var Johnny Depps inspiration til Jack Sparrow, skulle egentlig have medvirket i Død Mands Kiste, men der var ikke plads til ham i historien[5], og han var tæt på at misse optagelsen til Ved Verdens Ende, da han kom til skade, da han faldt ned af et palmetræ. I juni 2006, fik Verbinski endelig plads i Richards kalender til at optage scenen[6].

## Sidste film
I 2011 kom I Ukendt Farvand, den næstsidste film i kvintetten.

## Fodnoter
1. ↑  "Revealing the True Nature of all the Characters". Production Notes. Arkiveret fra originalen 25. maj 2007. Hentet 2007-05-21.
2. ↑  Kam Williams (2007-05-21). "Johnny Depp "The Pirates of the Caribbean" Interview". News Blaze. Arkiveret fra originalen 2. maj 2008. Hentet 2007-05-22.
3. ↑  Brian Linder (2005-07-07). "Chow Down for Pirates 3". IGN. Arkiveret fra originalen 4. juni 2007. Hentet 2007-05-12.
4. ↑  Ian Nathan (2007-04-27). "Pirates 3". Empire. s. 88-92. {{cite news}}: |access-date= kræver at |url= også er angivet (hjælp)
5. ↑  "Bruckheimer Confirms: Richards To Appear In 'Pirates 3'". Internet Movie Database. 2007-01-10. Hentet 2007-05-15.
6. ↑  "Richards To Shoot 'Pirates' Role in September". Internet Movie Database. 2006-06-30. Hentet 2007-05-15.